# 任可澄

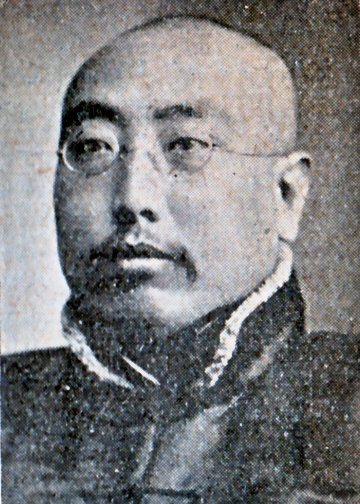

任可澄（1879年1月14日—1946年3月16日），原名文鑅，字志清，号匏叟，貴州省安順府人，清末、中華民国政治人物、教育家、学者。清朝貴州省立憲派政治家。

## 生平

### 貴州立憲派要人

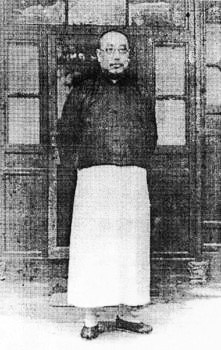

任可澄是清朝光绪丁酉科拔贡。1902年（光绪28年），中式辛丑、壬寅并科乡试举人。翌年，获授内閣中書。此後，他返回家乡，设立新式教育机关，先后创立了贵州官立师范传习所、貴州通省公立中学堂（任监督）、贵州優級師範学堂選科（任贵州優級師範学堂监督）、公立憲群法政学堂（任监督），并亲自任教。
1907年（光緒33年），任可澄任贵州黔学总会会長。其政治立场为立憲派。1909年（宣統元年）10月，貴州憲政预備会設立，任可澄任会長。此后他发行《黔報》、《貴州公報》，努力唤起舆论。当时他和革命派張百麟领导的貴州自治学社对立。
在贵州，他还曾任学务处参议，学务公所议绅，自治筹办处议绅，谘议局筹办处起草员。
1911年（宣統3年）11月，貴州省内革命派和新軍发动革命，任可澄领导立憲派参加。11月4日，貴州辛亥革命成功，大漢貴州軍政府成立，任可澄被任命为枢密院副院長。当时他领导的立憲派同刘显世的旧軍集团联合，張百麟的革命派同杨荩诚的新軍集团联合，双方相互对抗。任可澄遂向雲南省的蔡鍔、唐继尧求援。
1912年（民国元年）3月，唐继尧率滇軍入貴陽，肃清了貴州的革命派和新軍。唐就任贵州都督，任可澄担任左参赞兼秘書長。后来他任审计分处处长。他曾当选民元国会参议院议员，还曾被任命为黔东观察使，但均未就任。后来他任約法会議議員、鎮遠道尹。1914年（民国3年）8月，他升任云南巡按使。

### 参加護国战争

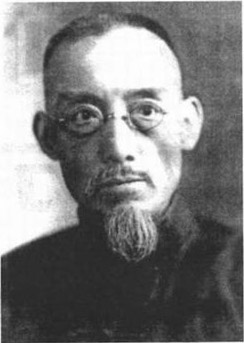

1915年（民国4年），袁世凱称帝，任可澄起初支持袁。不久他和唐继尧一同反对袁世凯称帝。他还以個人名義向袁发電報，諫止其称帝。此后，蔡鍔入云南，12月25日蔡、唐发表護国战争发动宣言，任可澄列名于该宣言。
1916年（民国5年）3月，在護国战争的压力下，袁世凯取消帝制，6月死去。7月，任可澄被黎元洪任命为雲南省長。由于任可澄当初支持袁，滇軍軍人联名拒绝他任省长。此后他被迫辞职，返回貴州。后来，貴州省内各派閥有拥立任可澄的活动，但他厌倦了政治斗争而不愿意卷入。他担任了貴州通志局主管，一心编纂《貴州通志》。护法战争爆发后，1918年（民国7年），任可澄担任总统府顾问，代表冯国璋的往广东、贵州和四川斡旋和局。
1926年（民国15年）6月，他被北京政府杜錫珪臨時攝政內閣聘为教育总長，随后在顧維鈞临时攝政內閣、顧維鈞攝政內閣中继续任该职。国民政府時代的1935年（民国24年）8月，他任全国禁煙委員会委員，1937年（民国26年），他任雲貴監察使。
1946年（民国35年），任可澄在昆明因脑溢血而病逝。享年68岁。

## 著作

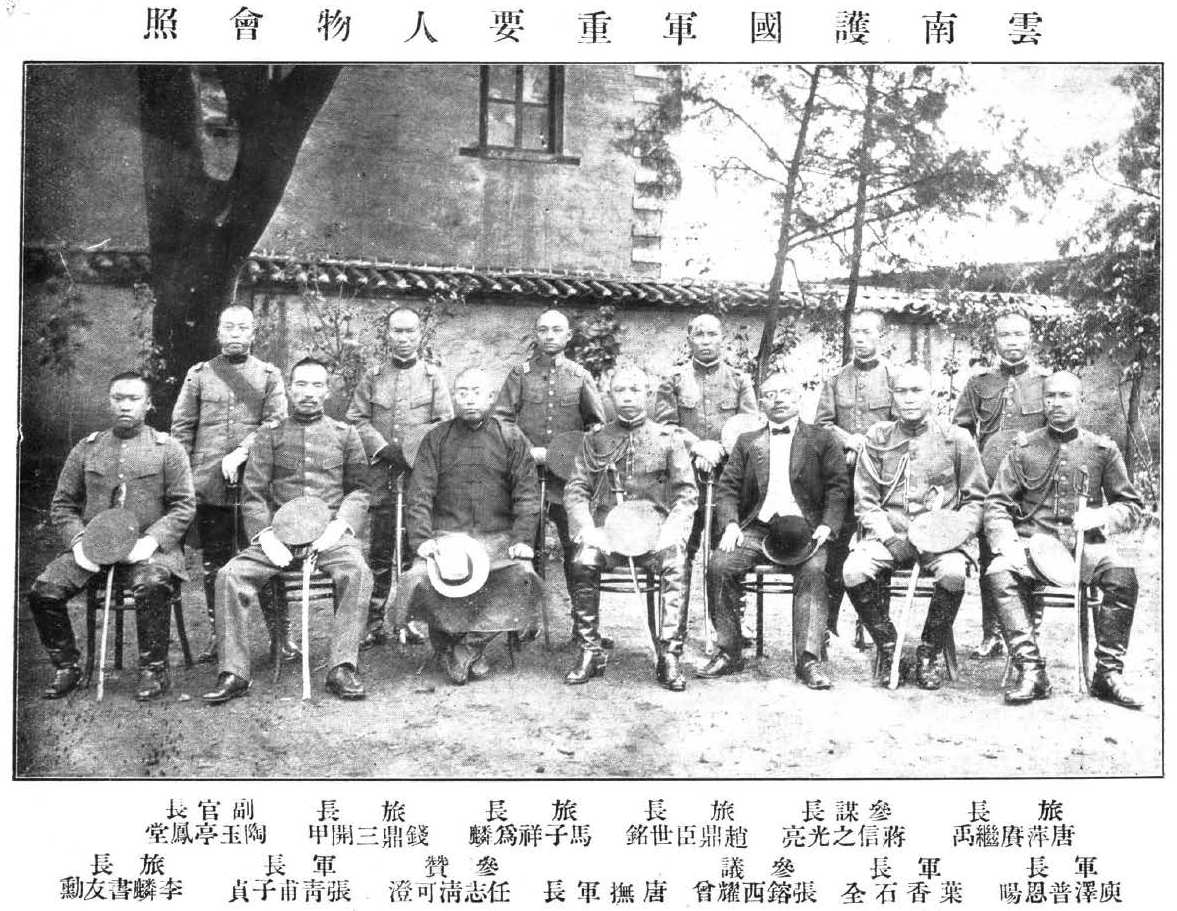
雲南護國軍重要人物會照。前排右起：庾恩暘、葉荃、張耀曾、唐繼堯、任可澄、張子貞、李友勳。後排右起：唐繼禹、蔣光亮、趙世銘、馬爲麟、錢開甲、陶鳳堂。

- 知耻斋诗文集
- 过存录
- 中国历史地理讲义
- 贵州乡土历史地理讲义

## 家庭
- 长子：任泰
- 四子：任华